# Laevipilina rolani
Laevipilina rolani — вид моноплакофор родини Laevipilinidae.

## Поширення
Вид поширений на сході Атлантичного океану неподалік узбережжя Піренейського півострова. Живе на глибині 840—1000 метрів.